# Pygora brunneitarsis
Pygora brunneitarsis är en skalbaggsart som beskrevs av Moser 1913. Pygora brunneitarsis ingår i släktet Pygora och familjen Cetoniidae. Inga underarter finns listade i Catalogue of Life.